# DFB-Hallenpokal 1999
Der DFB-Hallenpokal 1999 war die zwölfte offizielle Austragung dieses Wettbewerbes, der vom DFB durchgeführt wurde. Das Endrundenturnier fand vom 30. bis 31. Januar in der Dortmunder Westfalenhalle statt und endete mit dem 2:1-Finalsieg von Gastgeber Borussia Dortmund über den VfL Wolfsburg.

## Teilnehmer
An der Endrunde nahmen folgende zwölf Mannschaften teil:
| Gesetzte Teams - Deutscher Meister 1. FC Kaiserslautern - Gastgeber Borussia Dortmund | Qualifizierte Teams - Turnier in Stuttgart (Hanns-Martin-Schleyer-Halle) am 5./6. Januar Rot-Weiß Oberhausen & Tennis Borussia Berlin - Turnier in Bremen (Stadthalle) am 9./10. Januar SG Wattenscheid 09 & Werder Bremen - Turnier in München (Olympiahalle) am 16./17. Januar FC Bayern München & Hannover 96 - Turnier in Frankfurt am Main (Festhalle) am 20./21. Januar Kickers Offenbach & Eintracht Frankfurt - Turnier in Leipzig (Messehalle 1) am 23./24. Januar Arminia Bielefeld & VfL Wolfsburg |

## Modus
In der Vorrunde wurde in vier Gruppen mit jeweils drei Teams gespielt, die nach dem Modus „Jeder gegen Jeden“ bei zweimal 10 Minuten die Teilnehmer für das Viertelfinale ausspielten. Ab dem Viertelfinale ging es bei zweimal 12 Minuten im K.-o.-System weiter und sollte ein Spiel Remis enden, wurde der Sieger in einem Achtmeterschießen ermittelt.
Gespielt wurde mit einem Torwart und vier Feldspieler auf einen 48 mal 25 Meter großen Kunstrasen, der von einer Bande umgeben war.

## Vorrunde

### Gruppe A
Spiele
| Samstag, 30. Januar 1999 um 12.20 Uhr, 14.00 Uhr und 15.40 Uhr |     |                      |                      |
| 1. FC Kaiserslautern                                           | 0:2 | SG Wattenscheid 09   | Terranova, Schmugge  |
| SG Wattenscheid 09                                             | 1:2 | Werder Bremen        | Bläker – Flock, Bode |
| Werder Bremen                                                  | 2:1 | 1. FC Kaiserslautern | Bode, Frings – Riedl |

Abschlusstabelle
| Pl. | Mannschaft           | Sp. | S | U | N | Tore    | Diff. | Punkte |
| --- | -------------------- | --- | - | - | - | ------- | ----- | ------ |
| 1.  | Werder Bremen        | 2   | 2 | 0 | 0 | 004:200 | +2    | 04:0   |
| 2.  | SG Wattenscheid 09   | 2   | 1 | 0 | 1 | 003:200 | +1    | 02:20  |
| 3.  | 1. FC Kaiserslautern | 2   | 0 | 0 | 2 | 001:400 | −3    | 0:40   |

### Gruppe B
Spiele
| Samstag, 30. Januar 1999 um 12.45 Uhr, 14.25 Uhr und 16.05 Uhr |     |                        |                                                   |
| VfL Wolfsburg                                                  | 1:0 | Rot-Weiß Oberhausen    | Kryger                                            |
| Rot-Weiß Oberhausen                                            | 4:2 | Tennis Borussia Berlin | Toborg (2), Lipinski, Bieber – Ciucă (ET), Hamann |
| Tennis Borussia Berlin                                         | 2:3 | VfL Wolfsburg          | Can, Copado – Nagorny, Kryger, Maltritz           |

Abschlusstabelle
| Pl. | Mannschaft             | Sp. | S | U | N | Tore    | Diff. | Punkte |
| --- | ---------------------- | --- | - | - | - | ------- | ----- | ------ |
| 1.  | VfL Wolfsburg          | 2   | 2 | 0 | 0 | 004:200 | +2    | 04:0   |
| 2.  | Rot-Weiß Oberhausen    | 2   | 1 | 0 | 1 | 004:300 | +1    | 02:20  |
| 3.  | Tennis Borussia Berlin | 2   | 0 | 0 | 2 | 004:700 | −3    | 0:40   |

### Gruppe C
Spiele
| Samstag, 30. Januar 1999 um 13.10 Uhr, 14.50 Uhr und 16.30 Uhr |     |                   |                                                        |
| FC Bayern München                                              | 1:4 | Hannover 96       | Fink – Asamoah (2), Blank, Kreuz                       |
| Hannover 96                                                    | 1:2 | Arminia Bielefeld | Addo – Straal, Maul                                    |
| Arminia Bielefeld                                              | 2:4 | FC Bayern München | Rydlewicz, Bagheri – Jancker, Élber, Lizarazu, Jarolím |

Abschlusstabelle
| Pl. | Mannschaft        | Sp. | S | U | N | Tore    | Diff. | Punkte |
| --- | ----------------- | --- | - | - | - | ------- | ----- | ------ |
| 1.  | Hannover 96       | 2   | 1 | 0 | 1 | 005:300 | +2    | 02:20  |
| 2.  | FC Bayern München | 2   | 1 | 0 | 1 | 005:600 | −1    | 02:20  |
| 3.  | Arminia Bielefeld | 2   | 1 | 0 | 1 | 004:500 | −1    | 02:20  |

### Gruppe D
Spiele
| Samstag, 30. Januar 1999 um 13.35 Uhr, 16.15 Uhr und 16.55 Uhr |     |                     |                                            |
| Borussia Dortmund                                              | 2:1 | Kickers Offenbach   | But, Baumann – Kolinger                    |
| Kickers Offenbach                                              | 1:2 | Eintracht Frankfurt | Simon – Bounoua, Pisont                    |
| Eintracht Frankfurt                                            | 4:1 | Borussia Dortmund   | Amstätter, Bounoua, Gebhardt, Mutzel – But |

Abschlusstabelle
| Pl. | Mannschaft          | Sp. | S | U | N | Tore    | Diff. | Punkte |
| --- | ------------------- | --- | - | - | - | ------- | ----- | ------ |
| 1.  | Eintracht Frankfurt | 2   | 2 | 0 | 0 | 006:200 | +4    | 04:0   |
| 2.  | Borussia Dortmund   | 2   | 1 | 0 | 1 | 003:500 | −2    | 02:20  |
| 3.  | Kickers Offenbach   | 2   | 0 | 0 | 2 | 002:400 | −2    | 0:40   |

## Finalrunde

### Viertelfinale
|                     | Ergebnis |                     | Torschützen                                                    |
| ------------------- | -------- | ------------------- | -------------------------------------------------------------- |
| Werder Bremen       | 3:6      | Rot-Weiß Oberhausen | Weetendorf, Flock, Frings – Lipinski (3), Toborg (2), Konjevic |
| VfL Wolfsburg       | 4:0      | SG Wattenscheid 09  | Nagorny, Kryger, Kempkens (ET), Kovačević                      |
| Hannover 96         | 1:2      | Borussia Dortmund   | Lala – But, Gambo                                              |
| Eintracht Frankfurt | 2:1      | FC Bayern München   | Pisont, Brinkmann – Salihamidžić                               |

### Halbfinale
|                     | Ergebnis |                     | Torschützen |
| ------------------- | -------- | ------------------- | ----------- |
| Rot-Weiß Oberhausen | 0:1      | Borussia Dortmund   | Barbarez    |
| VfL Wolfsburg       | 1:0      | Eintracht Frankfurt | Kapetanović |

### Spiel um Platz drei
|                           | Ergebnis |                     |
| ------------------------- | -------- | ------------------- |
| Rot-Weiß Oberhausen       | 0:2      | Eintracht Frankfurt |
| 0:1 Bounoua, 0:2 Gebhardt |          |                     |

### Finale
|                        | Ergebnis |               |
| ---------------------- | -------- | ------------- |
| Borussia Dortmund      | 2:1      | VfL Wolfsburg |
| But, Ricken – Baumgart |          |               |

## Statistisches
- 71 Tore ({\displaystyle \varnothing } 3,55 pro Spiel) wurden erzielt, wobei sich 49 Spieler als Torschützen auszeichnen konnten.
- Zwei Eigentore gingen auf das Konto von Daniel Ciucă (Rot-Weiß Oberhausen) und Werner Kempkens (SG Wattenscheid 09).
- Drei Tore (kein Hattrick) in einem Spiel erzielte Jörg Lipinski (Rot-Weiß Oberhausen) gegen Werder Bremen.
- Die Westfalenhalle war am Samstag (10.400) und Sonntag (10.400) jeweils ausverkauft.
- Jede Mannschaft erhielt 200.000 DM Startgeld. Preisgelder gab es für Platz 1 (60.000 DM), Platz 2 (40.000 DM), Platz 3 (30.000 DM) und Platz 4 (20.000 DM).

### Torschützenliste
|    | Spieler         | Mannschaft          | Tore |
| -- | --------------- | ------------------- | ---- |
| 1. | Jörg Lipinski   | Rot-Weiß Oberhausen | 4    |
| 1. | Lars Toborg     | Rot-Weiß Oberhausen | 4    |
| 1. | Wladimir But    | Borussia Dortmund   | 4    |
| 4. | Waldemar Kryger | VfL Wolfsburg       | 3    |
| 4. | Mourad Bounoua  | Eintracht Frankfurt | 3    |

### Bester Spieler
- Wladimir But (Borussia Dortmund)

### Bester Torwart
- Claus Reitmaier (VfL Wolfsburg)

### Schiedsrichter
- Alfons Berg, Uwe Kemmling, Hellmut Krug und Christian Schößling

## Siegermannschaft
| 1.                         | Borussia Dortmund |
| Logo von Borussia Dortmund | - Tor: Wolfgang de Beer, Jens Lehmann - Feldspieler: Sergej Barbarez, Karsten Baumann, Wladimir But, Wolfgang Feiersinger, Thomas Häßler, Thomas Hengen, Bashiru Gambo, Christian Nerlinger, Kurtulus Öztürk, Lars Ricken, Miroslav Stević, Ibrahim Tanko - Trainer: Michael Skibbe |